# Villa Malaparte
Pour les articles homonymes, voir Malaparte (homonymie).
La villa Malaparte est une villa construite, entre 1938 et 1943, par l'architecte Adalberto Libera pour l'écrivain Curzio Malaparte, au flanc d'une falaise de Capri, en bord de mer Méditerranée.

## Situation

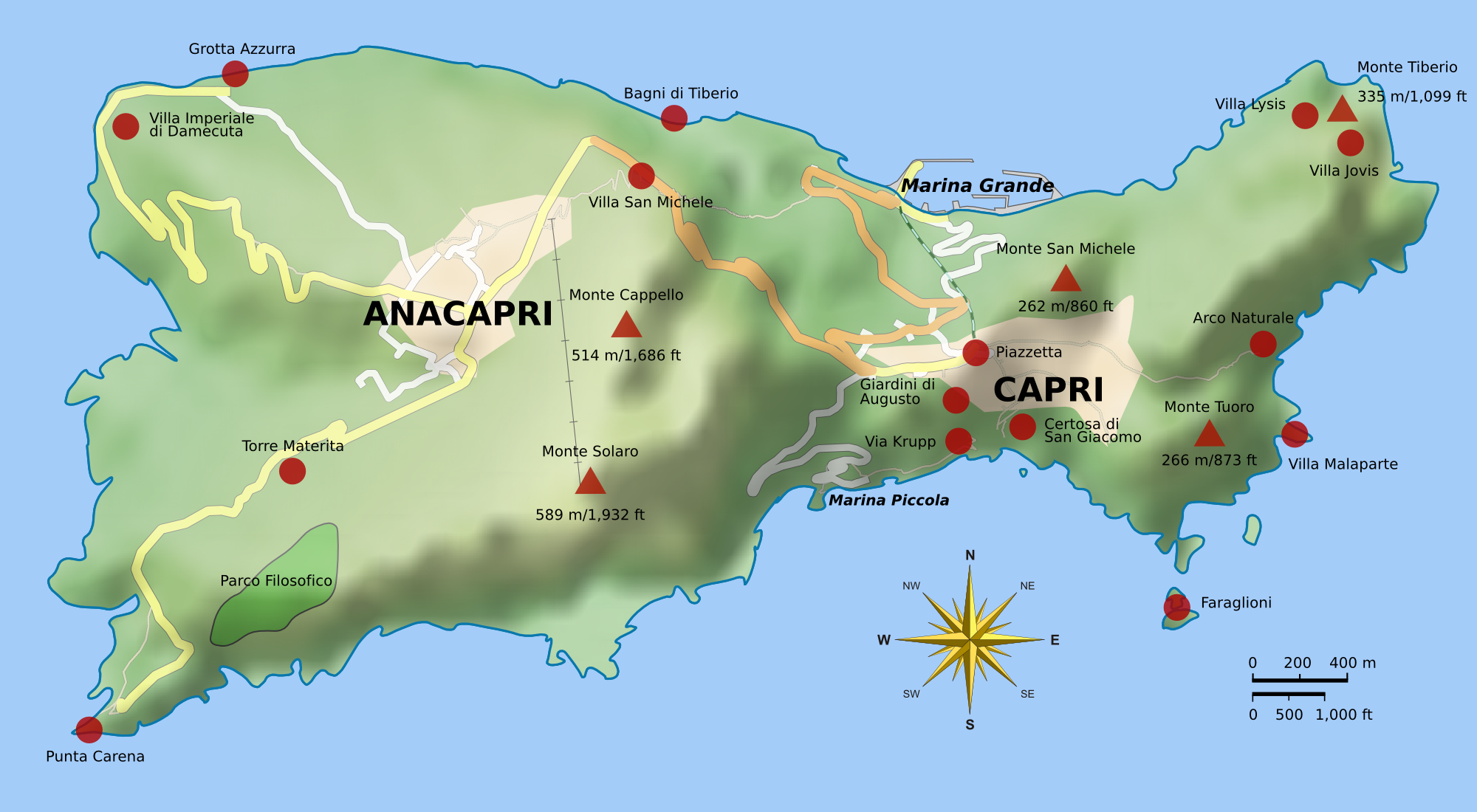
Plan de Capri. Le cap Massulo et la villa Malaparte sont sur la côte orientale de l'île.

## Historique
La villa a été conçue par l'architecte Adalberto Libera pour l'écrivain italien Curzio Malaparte, sur un terrain inaccessible de 12 000 m2, le Capo Massullo, une falaise abrupte haute de 32 mètres au-dessus de la Méditerranée qui domine le golfe de Salerne, que ce dernier avait acheté après être tombé sous le charme de l'île. L'accès à la propriété n'est possible qu'à pied depuis Capri ou par la mer grâce à un escalier taillé dans le roc qui rejoint une estacade. 
Libera en esquissa les premiers plans en 1938 sans aucun relevé topographique.
Malaparte se brouille cependant avec l'architecte et termine le bâtiment avec un maçon local du nom d'Adolfo Amitrano. Il conçoit le grand salon de 15 mètres sur 8 et a l'idée d'installer une vitre dans le fond de la cheminée, pour voir la mer à travers les flammes. Des barreaux sont disposés aux fenêtres et des baies vitrées éclairent le salon. L'écrivain fait don de la villa au gouvernement chinois, après avoir rencontré Mao Zedong. Sa famille récupérera cependant ensuite le bien.
La villa Malaparte fut longuement abandonnée après la mort de son propriétaire en 1957. Très endommagée par le temps et par le vandalisme, elle perdit même son somptueux poêle en céramique avant de faire l'objet d'un long et coûteux programme de restauration dans les années 1980-1990.
Le petit-neveu de Malaparte, Niccolo Rositani, fut l'artisan de la restauration de la villa.
Le bâtiment a été remis à la Fondation Giorgio Ronchi en 1972,.
De nombreux industriels italiens ont participé à la préservation de cette architecture exceptionnelle.[réf. nécessaire]

## Architecture

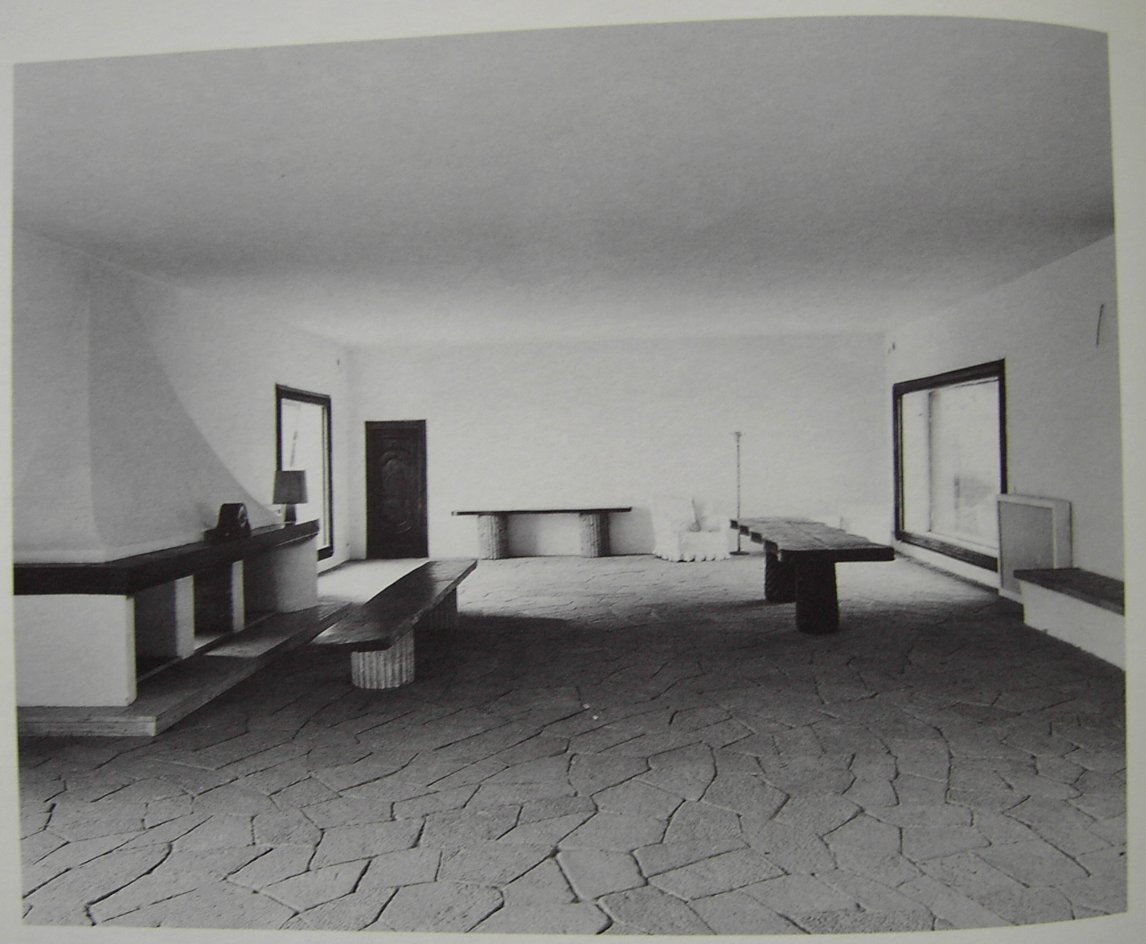
Intérieur de la Villa Malaparte avec cheminée en 2004.

La villa est un parallélépipède de maçonnerie rouge encastré dans le rocher et mesurant 54 mètres de longueur sur 10 mètres de largeur (à l'origine, l'édifice ne devait mesurer que 28 mètres sur 6,6 mètres). Le permis permettait la construction sur ce site difficile d'accès à la condition que le bâtiment se confonde avec la falaise, ce que Malaparte respecta.
La villa est surtout connue pour son aspect extérieur entaillé par un monumental escalier en pyramide inversée conduisant au toit-solarium sans balustrade. Cet escalier est inspiré de la cathédrale de Lipari. Un mur blanc en courbe libre se déroule sur le toit.
Le bâtiment est réparti sur trois niveaux :
- un rez-de-chaussée, comportant notamment une aile pour les invités ;
- un premier étage, avec des chambres et salles de bains en marbre de style pompéien, ainsi que la cuisine ;
- un second étage, abritant un immense atrium de 15 m, une salle de réception, une bibliothèque[1].

Les murs de la villa mesurent 80 cm d'épaisseur et sont recouverts à l'extérieur d'un enduit de couleur rouge sang. Malaparte perce ces parois de fenêtres, véritables tableaux ouverts sur le paysage. 
Trop volumineux et massif pour quitter l'édifice, la majeure partie du mobilier original est toujours dans la villa. La baignoire de marbre de la chambre de la maîtresse de l'écrivain est toujours en état de marche. Sa chambre et son bureau bibliothèque sont également intacts.

## La villa aujourd’hui
La villa est devenue un lieu d'étude pour les architectes et les amateurs du monde entier. Divers événements culturels se tiennent également sur le site.
L'accès de la villa exige de traverser l'île. Les dernières minutes de marche traversent un domaine privé appartenant à la Fondation Ronchi. Le trajet représente trois quarts d'heure de marche à partir de la Piazzetta de Capri, au sommet du funiculaire de Marina Grande. La villa est également accessible par la mer, uniquement par temps calme car les rochers affleurants rendent l'accostage dangereux. Un escalier de 99 marches conduit de la côte à la villa.

## Galerie

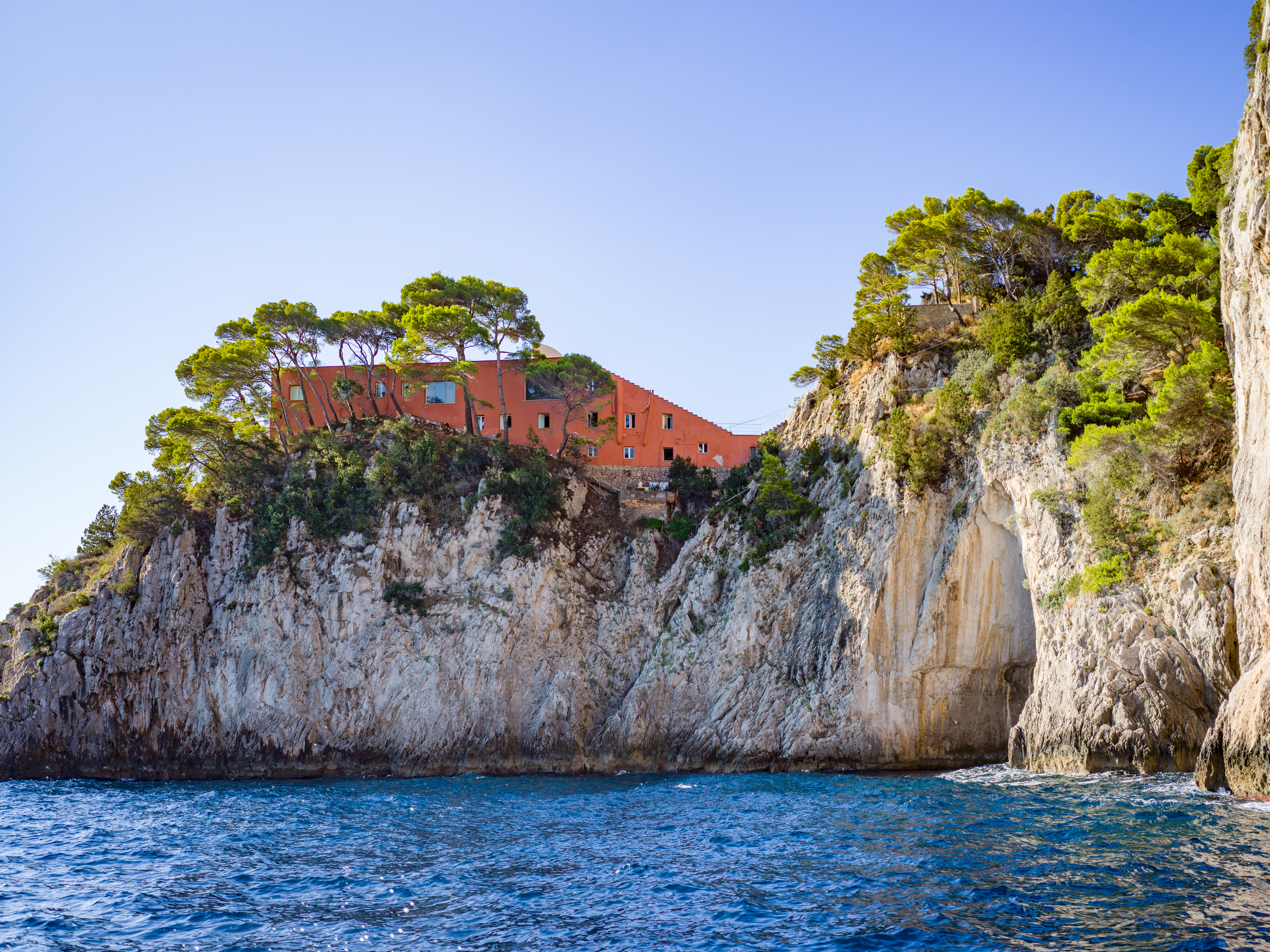
Vue du nord est.
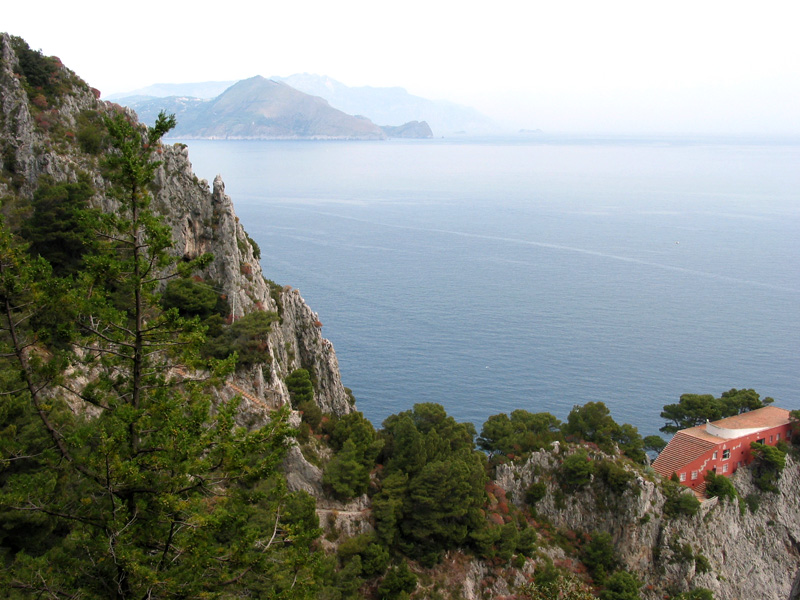
Vue latérale.
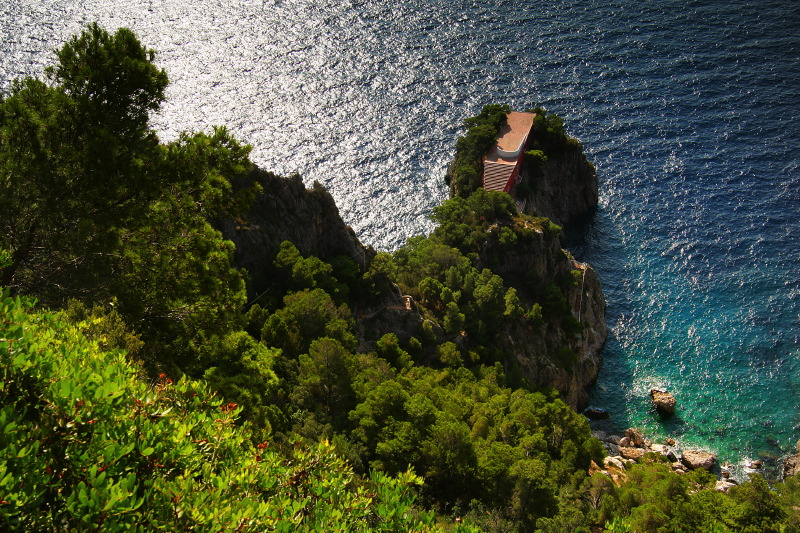
Vue du haut.
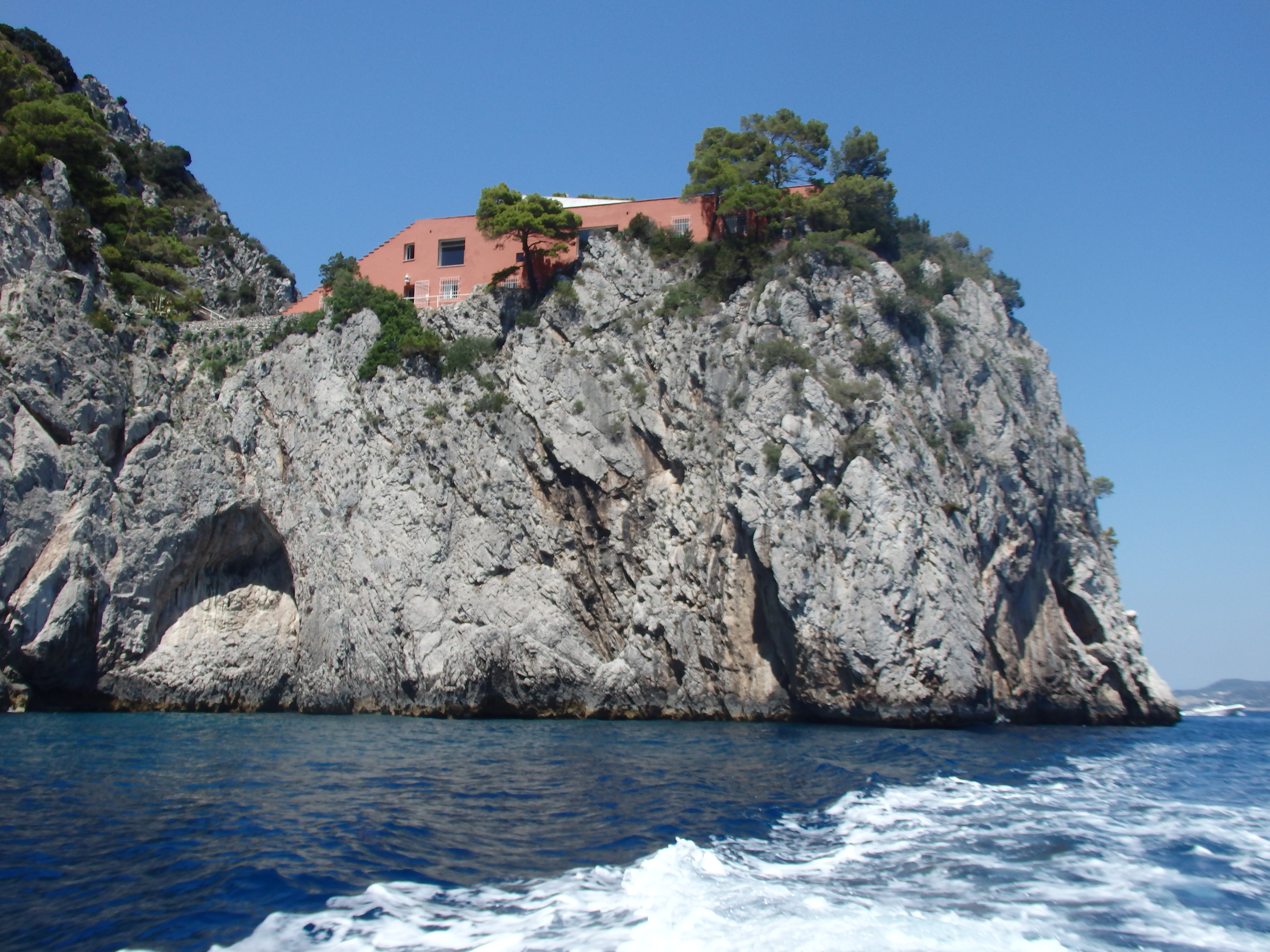
2016.
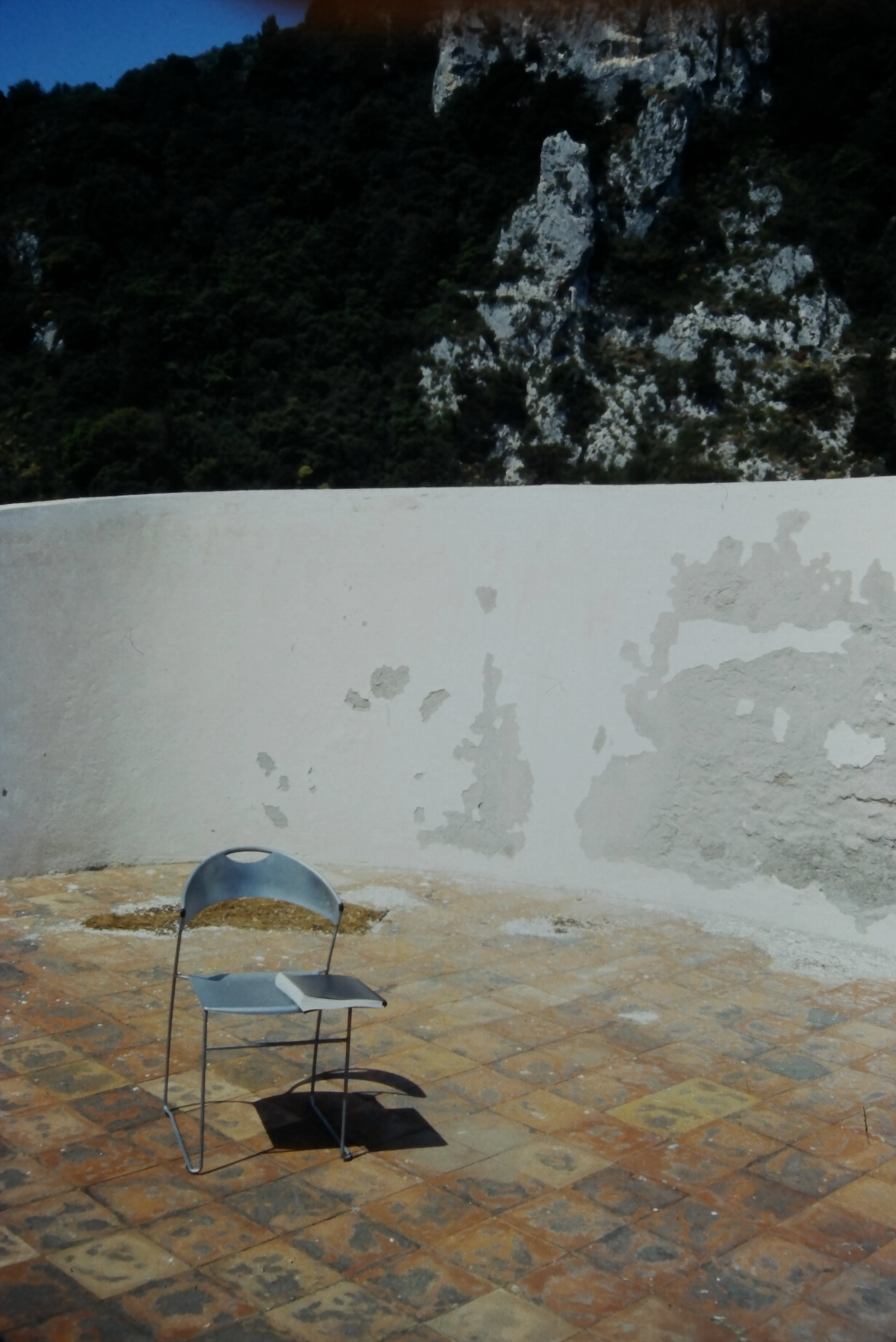
1991 : Toit-terrasse et son mur courbe.

#### Architecture
Parmi les divers ouvrages consacrés à la villa, il faut mentionner Malaparte: Casa Come Me (La Maison Malaparte chez Plume pour l'édition française) de Michael Mc Donaugh, qui comporte divers essais et dessins d'artistes et d'architectes célèbres (James Wines, Tom Wolfe, Robert Venturi, Emilio Ambasz, Ettore Sottsass, Michael Graves, Willem Dafoe, Peter Eisenman).

D'autres ouvrages sont signés par Gianni Pettena et Marina Talamona.
- V. Savi, J. Bostik, Orfica, surrealistica: Casa Malaparte a Capri e Adalberto Libera, in: « Lotus International» n. 60, 1989, p. 6-31 (it) Voir l'article.
- « Giallo Libera-Malaparte », in: L'Architettura, cronache e storia n. 443, 9/1992, p. 594-595.
- Sergio Attanasio, Curzio Malaparte: Casa come me, Punta del Massullo, tel. 160, Capri, Arte Tipografica, Naples, 1990  (ISBN 978-88-6419-077-8).
- Jean-Paul Robert, « Cap Malaparte », in L'Architecture d'aujourd'hui no 289, octobre 1993.
- Olivier Boissière, Les Maisons du XXe siècle, Paris, Éditions Pierre Terrail, 1998, 208 p. (ISBN 2-87939-111-3), p. 118-127.

#### Autre
- Raymond Guérin, Du côté de chez Malaparte, La Boite à clous, Bordeaux, 1950, la revue du jeune Jean Forton ; rééd. éditions Finitude, Bordeaux, 2009.Raymond Guérin relate son séjour en 1950 à la Casa come me. Il décrit très précisément l'environnement, l'extérieur et l'intérieur de la demeure de Malaparte, à l'époque où il y vivait, ainsi que ses conversations avec lui.
- Pierre de Gasquet, Les trente-deux marches: Les secrets de la villa Malaparte, éditions Stock, 2023,  (ISBN 978-2234091283).

#### Films tournés à la villa Malaparte
- 1963 : Le Mépris, de Jean-Luc Godard, avec Brigitte Bardot et Michel Piccoli.
- 1981 : La Peau (La pelle), de Liliana Cavani, avec Marcello Mastroianni, Burt Lancaster et Claudia Cardinale.